# Maciej Kacer
Maciej Kacer (ur. 16 czerwca 1983 w Tarnowie) – polski pięcioboista nowoczesny. Medalista mistrzostw Europy.
Był zawodnikiem Unii Tarnów i Legii Warszawa. Jego największym sukcesem w karierze był brązowy medal mistrzostw Europy w sztafecie w 2004 (z Marcinem Horbaczem i Andrzejem Stefankiem).
Reprezentował Polskę na mistrzostwach świata w 2006 (indywidualnie odpadł w eliminacjach) i 2008 (indywidualnie odpadł w eliminacjach, w sztafecie 9 m.). Nigdy nie zdobył medalu mistrzostw Polski seniorów.